# Ribadavia
Ribadavia település Spanyolországban, Ourense tartományban. Ribadavia Cenlle, Castrelo de Miño, A Arnoia, Cortegada, Crecente, Melón, Carballeda de Avia és Beade községekkel határos. Lakosainak száma 4936 fő (2024).

## Népesség
A település népessége az elmúlt években az alábbi módon változott:
| Lakosok száma | 5441 | 5510 | 5390 | 5519 | 5319 | 5187 | 5095 | 5024 | 5003 | 4936 |
|               | 2001 | 2004 | 2007 | 2009 | 2012 | 2014 | 2017 | 2019 | 2022 | 2024 |